# تشيتشيبو (سايتاما)
مدينة تشيتشيبو (بالإنجليزية: Chichibu)‏ هي أحد المدن التابعة لمحافظة سايتاما. تأسست رسميًا في 01/04/1950. ويقدر عدد سكانها بـ 69139 نسمة حسب تقدير مكتب الإحصاء الياباني لعام 2012. تبلغ مساحة تشيتشيبو 577.69 كم2. بكثافة سكانية تبلغ 120 نسمة/كم2.

## المناخ
يظهر الجدول التالي التغييرات المناخية على مدار السنة لتشيتشيبو:
| البيانات المناخية لـتشيتشيبو      | البيانات المناخية لـتشيتشيبو | البيانات المناخية لـتشيتشيبو | البيانات المناخية لـتشيتشيبو | البيانات المناخية لـتشيتشيبو | البيانات المناخية لـتشيتشيبو | البيانات المناخية لـتشيتشيبو | البيانات المناخية لـتشيتشيبو | البيانات المناخية لـتشيتشيبو | البيانات المناخية لـتشيتشيبو | البيانات المناخية لـتشيتشيبو | البيانات المناخية لـتشيتشيبو | البيانات المناخية لـتشيتشيبو | البيانات المناخية لـتشيتشيبو |
| الشهر                             | يناير                        | فبراير                       | مارس                         | أبريل                        | مايو                         | يونيو                        | يوليو                        | أغسطس                        | سبتمبر                       | أكتوبر                       | نوفمبر                       | ديسمبر                       | المعدل السنوي                |
| --------------------------------- | ---------------------------- | ---------------------------- | ---------------------------- | ---------------------------- | ---------------------------- | ---------------------------- | ---------------------------- | ---------------------------- | ---------------------------- | ---------------------------- | ---------------------------- | ---------------------------- | ---------------------------- |
| متوسط درجة الحرارة الكبرى °م (°ف) | 8.6 (47.5)                   | 8.9 (48.0)                   | 12.2 (54.0)                  | 18.2 (64.8)                  | 22.8 (73.0)                  | 25.0 (77.0)                  | 28.5 (83.3)                  | 30.5 (86.9)                  | 25.2 (77.4)                  | 20.0 (68.0)                  | 15.6 (60.1)                  | 11.2 (52.2)                  | 18.9 (66.0)                  |
| المتوسط اليومي °م (°ف)            | 0.8 (33.4)                   | 1.8 (35.2)                   | 5.3 (41.5)                   | 11.6 (52.9)                  | 16.5 (61.7)                  | 20.0 (68.0)                  | 23.6 (74.5)                  | 25.0 (77.0)                  | 20.5 (68.9)                  | 14.1 (57.4)                  | 8.3 (46.9)                   | 3.0 (37.4)                   | 12.5 (54.6)                  |
| متوسط درجة الحرارة الصغرى °م (°ف) | −5.5 (22.1)                  | −4.3 (24.3)                  | −1.0 (30.2)                  | 5.5 (41.9)                   | 10.4 (50.7)                  | 15.6 (60.1)                  | 19.7 (67.5)                  | 20.8 (69.4)                  | 16.8 (62.2)                  | 9.4 (48.9)                   | 2.6 (36.7)                   | −3.1 (26.4)                  | 7.2 (45.0)                   |
| الهطول مم (إنش)                   | 28.2 (1.11)                  | 39.8 (1.57)                  | 59.9 (2.36)                  | 79.3 (3.12)                  | 98.4 (3.87)                  | 153.4 (6.04)                 | 152.6 (6.01)                 | 210.4 (8.28)                 | 205.2 (8.08)                 | 129.9 (5.11)                 | 56.9 (2.24)                  | 24.3 (0.96)                  | 1٬238٫3 (48.75)              |
| متوسط تساقط الثلوج سم (إنش)       | 11 (4.3)                     | 17 (6.7)                     | 11 (4.3)                     | 2 (0.8)                      | 0 (0)                        | 0 (0)                        | 0 (0)                        | 0 (0)                        | 0 (0)                        | 0 (0)                        | 0 (0)                        | 3 (1.2)                      | 44 (17.3)                    |
| متوسط الرطوبة النسبية (%)         | 63                           | 64                           | 64                           | 68                           | 71                           | 79                           | 81                           | 79                           | 82                           | 80                           | 76                           | 69                           | 73                           |
| ساعات سطوع الشمس الشهرية          | 196.6                        | 171.9                        | 188.8                        | 166.4                        | 187.7                        | 111.6                        | 122.6                        | 152.9                        | 95.6                         | 128.5                        | 155.1                        | 187.1                        | 1٬864٫8                      |
| المصدر: NOAA (1961-1990)          |                              |                              |                              |                              |                              |                              |                              |                              |                              |                              |                              |                              |                              |

## توأمة
لتشيتشيبو (سايتاما) اتفاقيات توأمة مع:
- غانغننغ

## أعلام
- أريسا ناكاجيما
- ماري اوكادا